# シミラン
シミラン（仏: Chimilin）は、フランスのオーヴェルニュ＝ローヌ＝アルプ地域圏、イゼール県に属するコミューン。
2010年6月19日、シミラン出身のアルフォンス・ベルモントにちなんでこの地の公立学校が改名された。

## 地理
県都グルノーブルから北に40kmほどいった、県北部の田園地帯に位置する。東西に高速道路の欧州ルート70号線が通っており、インターチェンジも設けられている。インターチェンジのそばにはグランド・フォンテーヌ工業団地とレ・プティット・テルヌ産業団地がある。北でアオストと、南東でロマニューと、南西でフィティリューと、北西でグラニューとそれぞれ接する。東にギエ川が流れる。

## 行政
- 首長 - ロベール・アルバルタ（Robert Arbaretaz）

議会は首長も含めて15人で構成される。

## 人口の推移[1]
| 1962年 | 1968年 | 1975年 | 1982年 | 1990年 | 1999年 | 2007年 |
| ------ | ------ | ------ | ------ | ------ | ------ | ------ |
| 543    | 814    | 781    | 942    | 1044   | 1144   | 1306   |